# Улица Богайчука
Улица Богайчука́ — улица в посёлке Металлострой. Огибает в форме трапеции жилую зону посёлка с северо-запада, начинаясь от Полевой улицы и вновь примыкая к трёхстороннему перекрёстку с ней и с Железнодорожной улицей. С север-запада к дороге примыкает зелёная зона с прудами, тянущаяся за Петрозаводское шоссе в сторону Невы.

## Название
Улица проложена в 1973 году, когда был возведён жилой массив для работников НИИЭФА. Тогда же, во время подготовки к празднованию 30-летия Победы, ряд улиц Ленинграда и подчинённых ему посёлков были названы в память участников Великой Отечественной войны. Улица названа в честь командира 125-й Краснознамённой дивизии генерал-майора Павла Петровича Богайчука (1896—1941), погибшего при обороне Ленинграда 21 декабря 1941 года (под Колпином). Погибшие воины 125-й дивизии, в том числе и П. П. Богайчук, похоронены на Усть-Ижорском мемориальном кладбище.

## Достопримечательности
- Мемориальная доска (д. 2) в честь генерал-майора П. П. Богайчука.
- «Три карандаша», «Шестнарики» — три 16-этажных дома на Полевой / Богайчука.
- Монумент (памятный знак) в сквере «Памяти поколений» на углу ул. Богайчука и ул. Полевая.
- Сквер, разбитый в 2021 году в зелёной зоне у прудов[3].